# Kazuhito Esaki
Kazuhito Esaki (japanisch 江﨑 一仁 Esaki Kazuhito; * 31. Oktober 1986 in der Präfektur Ibaraki) ist ein japanischer Fußballspieler.

## Karriere
Esaki erlernte das Fußballspielen in der Universitätsmannschaft der Hōsei-Universität. Seinen ersten Vertrag unterschrieb er 2009 bei Kataller Toyama. Der Verein spielte in der zweithöchsten Liga des Landes, der J2 League. 2010 wechselte er zum Drittligisten Blaublitz Akita. Ende 2015 beendete er seine Karriere als Fußballspieler.